# سیل‌های دسامبر ۲۰۲۲ فیلیپین
سیل‌های دسامبر ۲۰۲۲ فیلیپین مجموعه‌ای از سیل‌های جاری شده است که استان‌های میسامی غربی و میسامی شرقی و قسمتی از جزایر ویسایا در فیلیپین را به شدّت تحت تأثیر قرار داد. سیل‌های جاری شده ناشی از بارش شدید بارانی است که در بخش‌های مرکزی و جنوب کشور باریده بود.